# دار عمر (سنحان)

تعديل مصدري - تعديل

دار عمر هي إحدى قرى عزلة الفروات بمديرية سنحان وبني بهلول التابعة لمحافظة صنعاء، بلغ تعداد سكانها 872 نسمة حسب تعداد اليمن لعام 2004.